# Simeão de Mântua
Simeão de Mântua ou Simeão de Padolirone (séc. X - Mântua, 1016) foi um monge beneditino de origem arménia que foi canonizado como santo no século XI.
Pouco se sabe do início da vida de Simeão, mas em algum momento deixou a sua terra natal e passou alguns anos a viver como eremita na Palestina. Depois disso, sabe-se que visitou Roma, onde o seu exotismo levou ao seu assédio por uma multidão romana. A intervenção papal acalmou esta situação. Por ordem de Bento VII, foi examinado e considerado ortodoxo. Era conhecido pela sua piedade e caridade heroica, e por inúmeros milagres realizados durante a vida e após a morte. No período seguinte, Simeão viajou por Itália, França e Espanha antes de regressar ao norte de Itália, juntando-se a um mosteiro beneditino perto de Mântua, onde ficou conhecido pela sua bondade e generosidade. Morreu em Mântua em 1016.
A sua festa é em 26 de julho